# ヴェルテメール兄弟
ヴェルテメール兄弟（ヴェルテメールきょうだい、Wertheimer et Frere）はファッションブランド・シャネルのオーナー。またフランスを拠点とする馬主および競走馬生産者でもある。 ヴェルトハイマー兄弟と表記される場合もある。

## 兄弟
- アラン・ヴェルテメール - 兄
- ジェラール・ヴェルテメール - 弟

詳細はそれぞれの項目を参照。

## 競馬事業
勝負服の柄は、「青、白シーム、白袖」。帽色は白を使用している。
所有馬には特定の騎手と優先騎乗契約を結んで騎乗させており、2001年までオリヴァー・ドゥルーズ、2002年以降はオリビエ・ペリエが優先騎乗騎手を務めている。
競走馬生産所有組織を持っており、コタシャーンなどの生産者でもある。

## おもな生産馬
- Kotashaan / コタシャーン（1993年サンルイレイステークス）
- Egyptband / エジプトバンド（2000年ディアヌ賞）
- Silent Name / サイレントネーム（※母馬ダンジグアウェーを所有）
- Falco / ファルコ（2008年プール・デッセ・デ・プーラン）
- Goldikova / ゴルディコヴァ（2008年ロートシルト賞、ムーラン・ドゥ・ロンシャン賞、ブリーダーズカップ・マイル、2009年ファルマスステークス、ロートシルト賞、ジャック・ル・マロワ賞、ブリーダーズカップ・マイル、2010年イスパーン賞、クイーンアンステークス、ロートシルト賞、フォレ賞、ブリーダーズカップ・マイル、2011年イスパーン賞、ロートシルト賞）
- Solemia / ソレミア（2012年凱旋門賞）
- Intello / アンテロ（2013年ジョッケクルブ賞）

## おもな所有馬
- Silent Name / サイレントネーム
- Egyptband / エジプトバンド（成績は上記参照）
- Falco / ファルコ（成績は上記参照）
- Goldikova / ゴルディコヴァ（成績は上記参照）
- Solemia / ソレミア（成績は上記参照）
- Intello / アンテロ（成績は上記参照）

## エピソード
- 2007年に自身の繁殖牝馬4頭をこの年より種牡馬となったディープインパクトと交配させるために日本へ送っている。
- 2007年度世界長者番付では、100億ドルで第46位タイとなっている。